# Boris Šilkov
Boris Arsen'evič Šilkov (in russo Борис Арсеньевич Шилков?; Arcangelo, 28 giugno 1927 – San Pietroburgo, 27 giugno 2015) è stato un pattinatore di velocità su ghiaccio sovietico dal 1991, russo.

## Palmarès

### Olimpiadi invernali
- Oro a Cortina d'Ampezzo 1956 nei 5000 metri.